# 李成桂
李 成桂（り せいけい、イ・ソンゲ、이성계、太祖 康献大王、1335年10月27日 - 1408年6月18日）は、李氏朝鮮の始祖であり初代国王。在位は1392年から1398年である。
高麗の有力武官であったが、昌王の親元反明政策へ反対し、明への遠征中に起こしたクーデターで高麗王を廃位せしめ、1392年に新政権を作り王位についた。当初は国号を高麗のまま明を宗主国として関係の改善に努めたことで、翌1393年に明により権知高麗国事（高麗知事代理）に冊封され、同年に「朝鮮」の名を新国号として与えられて李氏朝鮮の創始者となった。1394年に漢陽（漢城、現ソウル）に遷都し、抑仏崇儒政策推進で高麗の国教仏教、寺院や緑茶など仏教に結びついているものを法規制や重税で弾圧し、朱子学（儒教）を国教とした。しかし、1398年に息子たちの王位継承争いに苦しみ退位したが、それでも収まらなかったために晩年は仏教徒になって仏門帰依をした。1401年に第3代国王太宗の時代に漸く明により朝鮮国王として冊封されたことで、死後に初代李氏朝鮮国王の称号が送られ、1897年からの大韓帝国期に太祖高皇帝の称号を送られた。
和州（後の永興府、現在の咸鏡南道金野郡）の出身。『李朝太祖実録』によれば本貫は全州李氏という。

## 略伝
1335年、李成桂は双城総管府の咸州（咸鏡南道咸興市）で李子春と永興崔氏（中国山東半島登州人で咸鏡道に移住していた懿恵王后）の子として生まれた。

### 朝鮮王朝建国までの道程
高麗に帰順する以前の李成桂の行跡については、残っている記録がほとんどない。『李朝実録総序』は、若い頃の李成桂が神弓に近い弓術を披露したり、勇猛で北方の野人から畏敬されたという伝説的な話が断片的に伝えている。1356年、高麗の恭愍王は反元政策を掲げ、元に奪われていた領土の収復を推進した。領土奪還のためには全州李氏一族の協力が必要であった。李成桂の父で、当時元朝の斡東千戸所千戸の地位にあった李子春は恭愍王の政策に進んで協力した。恭愍王は双城総管府攻撃の直前に、李子春を開京に呼んで小府尹という高位の官職を与えた。東北面兵馬使柳仁雨率いる高麗軍が双城を攻撃すると、李子春は内部から呼応して高麗軍と共に戦い、双城を容易に陥落させた。この功により李子春は従二品の位を授かり、東北面兵馬使に任じられ、全州李氏一族は高麗に復帰した。
双城陥落から4年後の1360年に李子春は朔方道万戸兼兵馬使に任命されたが、その直後に46歳で亡くなった。既に彼の息子である李成桂は武将となっており、翌年には朴儀の反乱を鎮圧して功を立てている。また、この年に李成桂は二つの大きな戦いを経験している。一つ目は紅巾軍の侵入である。1361年、10万の紅巾軍が南侵して首都開京を占領した。首都奪還戦において2000名を率いて開京一番乗りを果たした。この戦いはその後の李成桂の台頭の始まりとなった。二つ目は元軍との戦いである。双城を奪還のために侵攻してきた元の大軍を咸興平野で殲滅し、ここでも勇名を高めた。
当時の中国遼東地方では、元の権威が弱まったことに乗じて、元の納哈出（ナガチュ）が行政丞相を自称して強大な勢力をもっていた。納哈出は遼東を支配下に置くと、自ら軍勢を率いて高麗に侵入し、瞬く間に西北部を攻略して三撒（咸鏡南道北青郡）・忽面（咸鏡南道洪原郡）にまで迫った。1362年2月、李成桂は東北面兵馬使として納哈出征討を行い、これを撃破して咸関嶺（洪原の西15km）まで追撃したが納哈出を逃してしまった。同年7月、遼東で兵を補った納哈出は再び高麗に侵入したが、再度これを撃破し、納哈出に高麗侵入を断念させた。1363年、元は高麗の態度を不遜だとし、反元の恭愍王を廃し、恭愍王の叔父である徳興君王譓を王位に就かせようとしたが、高麗は断固としてこの要求を拒んだ。1364年、元は高麗の反逆者崔儒に元兵1万を授けて高麗に侵攻させたが、李成桂は崔瑩らと共に国境近くでこれを殲滅した。この敗北により元は恭愍王の復位を容認して崔儒を高麗に送還し、高麗は元の干渉からほぼ完全に脱却した。そして同年2月、遼東から大軍で侵入して和州（咸鏡南道金野郡）以北を占領していた女真族を李成桂は討伐して領土を奪還した。この女真討伐戦の時に文官として従軍したのが、親友でありながら後に李成桂と対立した鄭夢周である。李成桂は1370年には東北面元帥として東寧府を攻め、さらには元の遼陽までも制圧した。
南方の対倭寇戦では、1377年に智異山で倭寇を殲滅したことによって名声を確固たるものにし、同年8月にも西海道（黄海道）一帯の倭寇を大破していた。そして1380年倭寇が500隻から成る軍勢で侵入し、その中で最も強力な倭寇の集団が雲峰（全羅北道南原市）の引月駅を占領したため、高麗側は9人の元帥に攻撃させたが敗北して二人の元帥が死んだ。この事態を受けて李成桂は総指揮官に任命され、首領阿只抜都率いる倭寇を引月駅に進撃してこれを破った（荒山戦闘）。
一連の戦いで名声を得た李成桂のもとには、新興官僚や地方豪族が集まっていくことになる。1388年、明が高麗領である鉄嶺以北の割譲を一方的に通告してきたため、高麗の第32代国王王禑と崔瑩は遼東地域を支配下に置くことで明の圧力を退けようと計画した。李成桂は右軍都総使に任じられ、前線指揮を担った。李成桂は四つの不可論を理由に出兵を反対していたが、王禑は崔瑩の意見に従い反対論を無視し遠征を開始した。実はこの出兵には遼東支配以外にも新興官僚勢力や李成桂ら武人の勢力を削るという目的があった。王禑は遠征軍の勝利に興味がないと公言し、出征の日に激励の言葉を一つもかけなかった。また、反乱に備えて遠征する武将らの家族は王宮に来させて人質（回軍の時には全員脱出した）とした。
1388年5月、遠征軍は鴨緑江河口の威化島に到達したが、大雨による増水で河を渡ることが出来ず、日が経つにつれて逃亡する兵士が後を絶たず、食糧の補給も難しくなっていた。このような状況を理由に李成桂は撤退を要求したが、これも認められなかったため、李成桂は独自に撤退を開始した（威化島回軍）。回軍を聞いて遠方から2000名以上が李成桂を助けるべく馳せ参じた。また民衆も回軍を歓迎し、李成桂に希望を持つ歌が流行した。一方の高麗朝廷は既に民からすでに見放されており、回軍の報せを受けた崔瑩が抵抗軍を組織しようとしたが集まる者は殆どいなかった。
6月1日に開京に着いた李成桂は、王禑に遠征の責任を問い、崔瑩の処罰を要求した。しかし、王禑は李成桂らを反逆者として、彼らを殺したものに褒賞を与えるという触書を出したため、李成桂は交渉を諦めて王宮を攻め崔瑩を捕虜とした。崔瑩は処刑されずに遠方に流され（二か月後に処刑されている）、王禑は王の地位を失わなかったが、権力を失い名ばかりのものとなった。王禑は王権を取り戻すべく、内侍80名に李成桂らの私邸を襲わせたが失敗して追放され、子の王昌が曹敏修らに擁立されて王位に就いた。
しかし、李成桂らに擁立された恭譲王に1389年、王位を奪われ、王昌と王禑は処刑された。恭譲王も朝鮮王朝樹立の2年後の1394年には李成桂の命令で処刑された（李成桂自身は王氏一族を内地に復帰させて自由に暮らすのを認めようとしていたが、臣下達の強い要請によって処刑せざるを得なかったとされる）。このとき李成桂により王氏（高麗王家）一族の皆殺しも行なわれた。即位の後3年間王氏一族を巨済島などの島々に集めて監視し、1394年4月に一斉に海に投げたり斬殺したりして王氏を虐殺した。元々王氏一族ではなかったが高麗王家から姓を賜った者たちは死は免れたものの、本姓に戻るよう命じられた。王氏一族の一部は姓を変えて隠れることができたが、文宗により王氏掃討の令が解かれた後にも王氏一族の多くは復姓しなかったとされる。文宗の時になって隣人の密告で捕まった王氏が許され一族を継いだが、韓国統計庁が2000年に行なった本貫調査によると開城王氏の人口は2.0万人と極端に少なかった。高麗王家では日本の武家同様、後継者に危害の及ばぬように後継者以外の王子は出家させたり母側の姓にすることが一般的であり王氏の数は元々少なかった上、このときの皆殺しで王氏の数が激減したことも原因とされる。
政治の実権を握った李成桂・鄭道伝・趙浚らは親元的な特権階級、権力と結びつき腐敗した仏教勢力が私有地を拡大したために国庫が尽きている現状を痛烈に批判し、1390年から田制改革を強行した。

### 権知高麗国事から権知朝鮮国事
1392年7月、国家の方針を決定する都評議使司は新興官僚層が推戴した李成桂に即位を要請し、恭譲王を追放した。「禅譲」の形式による新国家樹立であった。李成桂は、「権知高麗国事」を正式に名乗ったが、「知」「事」が高麗を囲んでおり、「権」は日本の権大納言・権中納言と同じで「副」「仮」という意味であり、「権知高麗国事」とは、仮に高麗の政治を取り仕切る人という意味である。このように李成桂は、事実上の王でありながら、「権知高麗国事」を名乗り朝鮮を治めるが、それは朝鮮王は代々中国との朝貢により、王（という称号）が与えられたため、高麗が宋と元から王に認めてもらったように、李成桂も明から王に認めてもらうことにより、正式に李氏朝鮮となる。小島毅は、「勝手に自分で名乗れない」「明の機嫌を損ねないように、まずは自分が高麗国を仮に治めていますよというスタンスを取り、それから朝貢を行い、やがて朝鮮国王として認めてもらいました」と評している。王位に就いた壬申年7月17日(旧暦)、つまり1392年8月3日(陽暦)から癸酉年2月14日、つまり西暦1393年3月26日まで李成桂は形式上では高麗の王であり、1393年3月27日から正式に朝鮮王となった。吉田光男によると、明の初代皇帝朱元璋は李成桂には1392年に権知高麗国事という称号を与え、国号を変更を迫った後に李成桂が提案した「和寧」「朝鮮」の二つから朝鮮へ変えることを1393年に認めた後も権知朝鮮国事とさせた。その結果、第三代権知朝鮮国事だった太宗が1401年に明の建文帝から朝鮮国王の称号を受けたときは、王朝開設から12年が過ぎていてた。そのため、死後に太宗によって、初代朝鮮国王の称号が与えられた。

#### 李成桂と国号下賜
李成桂は1392年、明が冊封した高麗王の禑王・昌王と恭譲王を廃位して高麗王位を簒奪して高麗王を称した後、すぐに明に使節を送り、権知高麗国事としての地位を認められたが、洪武帝は王朝が交代したことで、国号を変更するよう命じた。これをうけた李成桂は、重臣達と共に国号変更を計画し、朝鮮と和寧の二つの候補を準備し、洪武帝に選んでもらった。和寧は李成桂の出身地の名であったが、北元の本拠地カラコルムの別名でもあったので、洪武帝は、前漢の武帝にほろぼされた王朝（衛氏朝鮮）の名前であり、平壌付近の古名である朝鮮を選んだ。そして李成桂を権知朝鮮国事に封じたことにより、朝鮮は正式な国号となった。和寧が単に李成桂の出身地であるだけなのに対し、朝鮮はかつての衛氏朝鮮・箕子朝鮮・檀君朝鮮の正統性を継承する意味があったことから本命とされており、国号変更以前からそれを意識する儀式が行われていた。
国号が朝鮮という二文字なのは、中国の冊封体制に、新王朝の君主が外臣として参加して、一文字の国号を持つ内臣より一等級格下の処遇を与えられていることを意味する。
国号を洪武帝に選んでもらったことは、事大主義を象徴していると揶揄されるが（例えば黄文雄は、「李朝の太祖・李成桂は、『易姓革命』によって高麗朝を簒奪した事実と実権支配の獲得を明の太祖に認知させるため、国家主権を明に売り渡し、明の属国と決め込んだ。朝鮮の国号と王位を明によって下賜されるかたちをとったのである」と述べている）、新王朝が擬定した朝鮮の国号は、朝鮮初である檀君朝鮮と朝鮮で民を教化した箕子朝鮮を継承する意図があり、首都が漢陽に置かれたのは、檀君朝鮮と箕子朝鮮の舞台であるためである。新王朝は、檀君と箕子を直結させることにより、正統性の拠り所にする意図を持っていた。朝鮮という国名は、殷の賢人箕子が、周の武王によって朝鮮に封ぜられた故事に基づく由緒ある中国的な呼称であるため、洪武帝は、新王朝が箕子の伝統を継承する「忠実な属国」となり、自らは箕子を朝鮮に封じた周の武王のような賢君になりたいと祈念した。従って、中国への事大主義を国是とする新王朝が、周の武王が朝鮮に封じた箕子の継承を意図する朝鮮の国号を奏請したことは適切であった。

### 後継者争いと失意の晩年
李成桂は、八男の李芳碩（神徳王后康氏の子）に後を継がせようとし、神懿王后韓氏を後宮（側室）にした。建国に奔走した神懿王后韓氏の生んだ王子たち、特に五男の李芳遠はその仕打ちに激しく反発し、1398年に反乱を起こした（第一次王子の乱）。これにより、李芳碩と功臣鄭道伝が五男の李芳遠に殺されてしまうと、李成桂は李芳遠の奨める次男の李芳果（定宗）に譲位し、退位してしまう。その後も李成桂の王子達の反目は続き、1400年、今度は四男の李芳幹が反乱を起こす（第二次王子の乱）。この乱は李芳遠によって鎮圧され、乱後に李芳遠は定宗から王位を譲位され即位した（太宗）。
長男から六男までが神懿王后韓氏の子で、七男と八男が、神徳王后康氏の子である李成桂は自分の息子達の争いに嫌気がさし咸興に引きこもって仏門に帰依した。1402年、神徳王后康氏の親戚であった安辺府使の趙思義がむごい仕打ちを受けた神徳王后康氏の仇を討つべしと咸鏡道の豪族たちを率いて決起した（趙思義の乱）。太宗に恨みがあった李成桂もこれを後ろで支持したとされる。乱が鎮圧された後、李成桂は太宗と和解してソウルに帰って来て、国璽を太宗に授け正式に朝鮮王として認めた。
太宗は父から後継者として認められようと咸興に使者（差使）を送ったが、李成桂はソウルから差使が来る度に遠くから矢で射て殺してしまったとされ、そこから任務を遂行しようと行った人が帰って来ない状態、またはそのような人を指す「咸興差使（함흥차사）」という故事成語を生じた。しかしこれはあくまで伝説であり、最後の咸興差使としてもっとも有名な朴淳は実は趙思義の乱に加わった都巡問使の朴蔓を説得するべく戦地に向かい殺されている。その後李成桂は政治には関心を持たず念仏三昧の生活をしていたと言う。
1408年、74歳で薨去した。御陵は健元陵（京畿道九里市、東九陵の一つ）である。また李成桂は自分を神徳王后康氏と一緒に葬るべしとの遺言を残したが、神徳王后を恨んだ太宗はこれを守らなかったため神徳王后は健元陵に葬られることはなく、御陵は都の外へ移された後破壊されその墓石は橋の修理に使われ民がこれを踏みにじると言う酷い侮辱を受けた。

## 年表
- 1335年：咸州（現在の咸鏡南道咸興市附近、双城総管府のあった所）で、元朝の斡東千戸所千戸兼ダルガチ李子春の次男として産まれる。
- 1355年：父と共に高麗朝廷に入朝し、恭愍王に謁見する。
- 1356年：李子春、高麗に寝返り、双城総管府陥落の手引を行なう。
- 1361年：父の死に伴って高麗の官吏になる。同年に高麗へ侵入する紅巾軍と交戦して、都の開京を奪還。
- 1362年：咸鏡道に入り込んだ納哈出（ナハチュ）軍を撃退する。
- 1363年：元朝、恭愍王を廃位し、代わりに徳興君王譓を王位に建てようとする。
- 1364年：崔儒と徳興君王譓が引率した元軍を迎撃して殲滅させる。
- 1370年：遼東地域に侵攻する為に遠征を行う。
- 1374年：恭愍王、宦官に殺され、庶子の王禑が李仁任の推戴により第32代高麗王に擁位される。
- 1376年：倭寇が公州を落とし開京が危機に陥ったため倭寇討伐に赴く。
- 1377年：李成桂の相やけである池奫が李仁任と対立して粛清される。
- 1380年：倭寇の首領アキバツ（阿只抜都）の軍を雲峰で撃退した（荒山戦闘）。
- 1382年：女直のホバツが朝鮮東北部を荒らしたのでこれを撃退した。
- 1385年：咸州に入り込んだ倭寇を撃退。
- 1388年：崔瑩と協力して李仁任一派を粛清し、守門下侍中（副宰相）を拝命される。同年5月、鉄嶺以北の割譲を要求してきた明に対抗して遼東への攻略を命じられたが、兵を開京へ向け軍事クーデターを起こし、崔瑩を追い出す（威化島回軍）。王禑を退位させ、世子の王昌を第33代高麗王に擁立する。配流に処せられた崔瑩は処刑される。
- 1389年：王禑と王昌を殺害し、第20代神宗の7代孫を恭譲王として第34代高麗王に擁立する。
- 1390年：権勢家の私田を没収する田制改革が実行される。これを通じて新王朝建国に必要な経済力を確保する。
- 1392年：恭譲王を廃位して、高麗王として即位（権知高麗国事）。
- 1393年：明より王朝交代に伴う国号変更の要請をうけた李成桂は、重臣達と共に国号変更を計画し、洪武帝が「国号はどう改めるのか、すみやかに知らせよ」といってきたので、高麗のほうでは「朝鮮」（朝の静けさの国）と「和寧」（平和の国）の二つの候補を準備して洪武帝に選んでもらった。「和寧」は北元の本拠地カラコルムの別名であったので、洪武帝は、むかし前漢の武帝にほろぼされた王国の名前である「朝鮮」を選んだ、そして李成桂を権知朝鮮国事に封じたことにより朝鮮を国号とした。和寧（和州）と言うのは李成桂の出身地の名であり、現在では国号の本命ではなかったとの意見が多い[28]。
- 1394年：漢陽（漢城、現在のソウル）に遷都。三陟に追放していた恭譲王を謀反の疑いを理由にその子とともに殺害する。
- 1398年：李成桂は八男の李芳碩を後継にしようとしたが、五男の李芳遠が反乱を起こし李芳碩を殺してしまう（第一次王子の乱）。この時病床にありこの争いに嫌気が差した李成桂は、国事を放棄し、李芳遠の推挙した次男の李芳果（定宗）に国事を譲る。
- 1399年：定宗、開京に遷都。
- 1400年：定宗の弟で、李成桂の四男である李芳幹が第二次王子の乱を起こし、その鎮圧に功の有った李芳遠（太宗）に定宗は国事を譲位する。李成桂は、ショックで咸州に引きこもってしまう。
- 1401年：明から正式に国王号が認められる。
- 1402年：太宗と和解し、開京に戻る。
- 1405年：漢陽に再々還都する。
- 1408年：昌徳宮にて死去（73歳）。晩年は念仏三昧の日々を送ったという。

## 家系
- 祖父：李椿（生年不詳 - 1342年）
- 祖母：敬順王后
- 父：桓祖 李子春（1315年 - 1361年）
- 母：懿恵王后崔氏
- 姉：貞和公主

### 宗室
- 正室：承仁順聖神懿王后（安辺韓氏）追尊（朝鮮建国の1年前に亡くなる）
  - 鎮安君[注 6] 李芳雨
  - 定宗（永安君） 李芳果
  - 益安君 李芳毅
  - 懐安君 李芳幹
  - 太宗（靖安君） 李芳遠
  - 徳安君 李芳衍 -（早世）
  - 慶慎公主（生年不詳 - 1426年。上党府院君 景粛公 李薆に降嫁。1男を儲けた）
  - 慶善公主（青原君 沈淙に降嫁。1女を儲けた）
- 継室：順元顕敬神徳王后（谷山康氏）李氏朝鮮王朝初代王妃
  - 撫安君 李芳蕃
  - 宜安君 李芳碩 - 世子
  - 慶順公主（朝鮮語版）（生年不詳 - 1407年。興安君 李済に降嫁）

※高麗時代は一夫多妻制であり、故郷に住む第一夫人が神懿王后韓氏、神徳王后康氏は、都の開京に住む第二夫人であった。
- 後宮：誠妃元氏（朝鮮語版）（生年不詳 - 1449年。本貫は原州元氏）
- 後宮：貞慶宮主劉氏（朝鮮語版）（本貫は高興柳氏）
- 後宮：和義翁主金氏（朝鮮語版）（生年不詳 - 1428年。名は七点仙。金海出身）
  - 淑慎翁主（朝鮮語版）（生年不詳 - 1453年。唐城尉 洪海に降嫁。3男1女を儲けた）
- 後宮：賛徳周氏（朝鮮語版）（生没年不詳）
  - 宜寧翁主（生年不詳 - 1466年。啓川尉 李䔲に降嫁。4男3女を儲けた）

## 李氏の出自

### 李成桂の祖先について
李氏朝鮮王室の根元である全州李氏の始祖は『太祖実録』によると新羅で司空を努めた李翰である。
李翰とその子孫たちは全州の有力者として影響力を持ち、1170年の武臣の乱を契機に開京の中央政界に進出した。しかし全州李氏一族の発展はすぐに躓くことになる。李成桂の六代前の李璘は兄の李義方と共に武臣政権成立の勢いに乗じて中央で活躍したが、1174年に李義方が鄭仲夫により粛清されると、李璘も開京から追放され、故郷の全州に都落ちする身となった。李璘の子の李陽茂も苦難の日々を過ごした。そして彼らは都での権力闘争に敗れると、全州で一揆を起こした疑いまでかけられるようになる。ついに李成桂の四代前、李陽茂の子である李安社は180戸に及ぶ一族郎党を率いて故郷を離れた。
最初彼らは三陟に定住したが、中央からの追手に見つかったため、宜州（現在の元山市）に移り、後にモンゴル（元朝）に投降した。朝鮮王室の記録では「穆祖（李安社）が山城別監（地方の役人）と官衙の妓を巡って激しく対立し、その別監が何かにつけて揚げ足をとり、軍隊を動員して穆祖を害そうとした。それに堪えられなかった穆祖は一族郎党を率いて三陟に避難したが、その別監が人事異動で三陟の按廉使（地方長官）として来ることになったので、再び一族郎党を率いて海路を通じて東北面の宜州に移住した。高麗朝廷は、穆祖を宜州兵馬使に任命し、高原を守って元軍を防ぐようにした。当時、双城の以北は開元路に属し、元朝の山吉大王が双城に駐屯し鉄嶺（現在の高山郡）以北を取ろうとした。山吉が穆祖に何度も人を送り投降するよう促すと、穆祖はやむを得ず1千戸を伴い元朝に投降した。そこは元朝の影響下にあり、国外亡命の様相を呈した」と記している。しかし現在では研究が進んだ結果、これが事実ではないことが明らかとなった。その実態は中央政府の監視や圧力に耐えられなかったか、すすんで中央に反旗を翻した末に敗北して亡命に至ったと考えられている。
斡東（現在の慶興郡）に亡命した李安社は元朝からダルガチの職責を与えられ周辺の女真族の統治を任された。しかし女真族との間に徐々に対立が生じると、李成桂の曾祖父の李行里（翼祖）は一族郎党を率いて南方の登州（現在の安辺郡）に移住して、妻である貞淑王后崔氏（本貫は登州であり、登州で戸長を務めていた崔基烈の娘）とのあいだに李椿を授かり、一族は磨天嶺以南（以北には女真族の集落が散在）の東北面を管轄する大勢力となり一種の独立政権を築いた。

### 論点
李成桂の出自は公的には全州李氏とされているが、三田村泰助は「がんらい李成桂は、全羅道全州の名門の出といわれるが、疑わしく、数代まえより、北朝鮮の咸鏡道にいた」と述べている。池内宏は、全州李氏という如きは決して信じるべきではないと斥けている。六反田豊は、高祖父の李安社の時代に全州から東北面に移住して、元朝に入仕した後各地を転々とした。あるいは父の李子春は、双城などの千戸として元朝に仕えたが、1355年に高麗に内応して小府尹に任命され、翌年高麗が行った双城総管府攻撃の際に、恭愍王の命令を受けてこれを攻撃して戦功を立て咸鏡道の万戸・兵馬使の任命されたというのは「伝説」として、「こうした伝説は、『高麗史』『太祖実録』『竜飛御天歌』等にみられるが、どこまで史実を反映したものであるかは疑問である」と述べている。生母の懿恵王后崔氏は、もと中国山東半島登州人であり、咸鏡道に移住して暮らしていた。一方、李成桂を女真族とする説やモンゴル軍閥とする説もある。

### 女真族説
池内宏、岡田英弘、山内弘一などは、李成桂が女真族あるいは女真族の血を引いている可能性を指摘している。宮嶋博史は、「全州李氏の一族とされるが、女真族の出身とする説もある。父の李子春は、元の直轄領となっていた咸鏡道地域の双城総管府に使える武人であった。この地域は女真族が多く住んでいた。李成桂が武臣として台頭するにあたっても、その配下の女真人の力が大きく作用した」「女直とは女真族であり、朝鮮と女真との関係は李朝の建国以後においても、格別深いものがあった。李朝を建国した李成桂の配下には、多くの女真族が含まれていた。彼が高麗末に傑出した武将としての地位を占めることができた理由の一つが、女真族の武力の吸収にあったのである」と記している。しかし、李成桂が女真族だとすれば、姓氏(全州李氏)を操作したことが政治的な弱点となり、政敵の攻勢が殺到したでしょうが、そのような記録は観察されない。

### モンゴル軍閥説
韓国の東洋史学者・尹銀淑（ユンウンスク）と中国のモンゴル人学者・エルデニ・バタル（内モンゴル大学教授）は博士の学位論文を通じて、李成桂はモンゴル軍閥出身で、李成桂の家門は旧高麗領に置かれた元の直轄統治機構である双城総管府でほぼ100年間にわたりモンゴルの官職を務め、勢力を伸ばしたために、李朝を建国することができたという新しい学説を提唱している。
尹銀淑は学位論文『蒙元帝国期オッチギン家の東北満州支配』において13～14世紀に東北・満州地域を元のオッチギン家が支配したという事実に注目したと述べている。チンギス・カンが1211年に征服した土地を近親者に分け与え、弟のテムゲ・オッチギンには東北・満州地域を統治させた。オッチギンは遊牧と農耕を基盤にこの地で独立的な勢力を形成していた。
李成桂の高祖父の李安社は全州から豆満江流域の斡東地域に移り、後の1255年に千戸長、ダルガチの地位をモンゴル皇帝から賜ったが、千戸長はモンゴル族以外の人が任命されることが非常に珍しい高位の職であることから、実質的にはオッチギンから認められた軍閥勢力が就任していたと述べている。1290年にオッチギン家で内紛が起きたため、李安社の子の李行里は斡東の基盤を失って咸興平野に移住したが、千戸長、ダルガチの職位は李行里の曾孫である李成桂の時まで五代に渡って世襲された。エルデニ・バタルは学位論文『元・高麗支配勢力関係の性格研究』において李成桂一門はオッチギン家を通じ、当時最先端にあったモンゴル帝国の軍事技術を直接吸収し、その後、オッチギン家直属の斡東と双城総管府の多くの条件を活用して自らの勢力を育てた。李成桂は1362年に元の将軍ナガチュとの戦闘で、この先端技術を用いて勝利していると述べている。
尹銀淑は1388年の威化島回軍も、モンゴルの内部事情に精通している李成桂が、明軍の攻勢によってブイル・ノールの戦いで惨敗した北元の軍事力が崩壊されたことを把握した上で起こした「旧モンゴル将軍の裏切り」と見るべきだと述べている。従って、李氏朝鮮の建国は朝鮮半島の自生的産物としてだけでは見る事は出来ず、モンゴル帝国の中心地である北東アジアで、13世紀から14世紀に起きた激変の歴史の総体的果実として生まれた王朝が李氏朝鮮であり、朝鮮王朝は表面では親明事大を標榜していたにもかかわらず、パクス・モンゴリカ体制の中心である北方遊牧帝国の伝統を事実上維持し続けていたと述べている。

## 李成桂と箕子朝鮮の関係
李成桂は、李氏朝鮮建国前に北方民族を懐柔するための榜文のなかで、朝鮮を征服して箕子朝鮮を建国した中国殷王朝の政治家である箕子について、「堯と並び立つ武王が箕子を朝鮮に封じ、遼河の西の疆域を下賜した」と主張するなど、箕子の業績を顕彰、その威徳を讃えている。また明朝に国号の命名を要請し、新王朝の樹立の正統性を明から得た後も「箕子，始興教化之君」を語り、箕子による朝鮮人教化の意義を強調している。李成桂は箕子の祭祀について、「箕子が朝鮮に封じられ、文化の礎となった。前朝（高麗王朝）の始祖は、三韓統一に尽力した人物なので、祭田を設けて祭祀をおこなうのが妥当であろう」と主張し、国家の歴史・文化の象徴である箕子の業績を顕彰、その威徳を讃えるため、箕子を祭祀することを主張した。

## 李成桂が登場する作品
- 開国 - 韓国KBSで1983年に放送。李成桂の生涯を描いている。演：イム・ドンジン。
- 龍の涙 - 韓国KBSで1996年から1998年にかけて放送。威化島回軍から朝鮮を建国し、没するまで晩年の姿が描かれている。演：キム・ムセン。
- 辛旽 高麗中興の功臣 - 2005－2006年、韓国MBCで放送。高麗の武将として権力を握っていく過程が描かれている。演：イ・ジヌ。
- 大風水 - 2012.10.10～2013.02.07－韓国SBSで放送。高麗の武将として朝鮮を建国するまでの過程が描かれている。演：チ・ジニ。
- 鄭道伝 - 2014年、韓国KBSで放送。倭寇を滅ぼした武将の彼が次第に民の苦痛に共感し始め、朝鮮の建国へと進んでいく過程が描かれている。演：ユ・ドングン。
- パイレーツ - 2014年製作の映画。明の皇帝から贈られた国璽を運んでいた使節船がクジラと衝突。紛失した国璽を取り戻すまでの顛末を描く。演：イ・デヨン。
- 六龍が飛ぶ - 韓国SBSで2015年から2016年に放送。彼を含む6人の英雄＝“六龍”が腐敗した高麗を倒し、新たな理想国家を建てるため活躍する様を描く。演：チョン・ホジン。
- 私の国 - 韓国JTBCで2019年に放送。腐敗した高麗を倒し、朝鮮を建国したが、バンソクを溺愛してバンウォンを冷酷に扱う王として描く。演：キム・ヨンチョル
- 太宗イ・バンウォン - 韓国KBSで2021年から2022年に放送。朝鮮建国に導いた指導者イ・バンウォンの父として描く。演：キム・ヨンチョル